# Цервеняно
Цервеняно (болг. Цървеняно) — село в Болгарии. Находится в Кюстендилской области, входит в общину Кюстендил. Население составляет 61 человек.
Село расположено в горном массиве bg:Конявска планина.

## Политическая ситуация
Цервеняно подчиняется непосредственно общине и не имеет своего кмета.
Кмет (мэр) общины Кюстендил — Петр Георгиев Паунов (коалиция в составе 3 партий: Демократы за сильную Болгарию (ДСБ), Союз демократических сил (СДС), партия АТАКА) по результатам выборов в правление общины.